# La Bretagne communiste
Édité de 1923 à 1926, La Bretagne communiste est l'organe régional du Parti communiste en Bretagne et en Mayenne. Il prend la suite du Germinal de Brest. Son premier titre est :  La Bretagne Communiste, Voix communiste et Germinal.
Nguyen Aï Quoc, le futur Hô Chi Minh fait paraître une petite annonce en 1923 dans ce journal pour des travaux artistiques qui constituaient son gagne-pain. Un des animateurs de ce journal est Jean Cremet.